# Epidorylaimus lugdunensis
Epidorylaimus lugdunensis (syn. Dorylaimus lugdunensis / Dorylaimus reisingeri) is een rondwormensoort. De wetenschappelijke naam van de soort is voor het eerst geldig gepubliceerd in 1880 door de Man.